# بطولة تونس لألعاب القوى 1990
بطولة تونس لألعاب القوى 1990 هو الدورة 35 من بطولة تونس لألعاب القوى.

فاز بهذا الموسم النادي الرياضي بنابل.

## روابط خارجية
- الموقع الرسمي للجامعة التونسية لألعاب القوى.